# Vernaux
 Vernaux  es una población y comuna francesa, en la región de Mediodía-Pirineos, departamento de Ariège, en el distrito de Foix y cantón de Les Cabannes.

## Demografía
| 70 | 59 | 47 | 39 | 38 | 28 |
| Para los censos de 1962 a 1999 la población legal corresponde a la población sin duplicidades (Fuente: INSEE [Consultar]) |    |    |    |    |    |